# Aio Fukuda
Aio Fukuda (福田 愛大 Fukuda Aio?), född 18 december 1994 i Kanagawa prefektur, är en japansk fotbollsspelare.
Fukuda började sin karriär 2017 i FC Ryukyu.